# 1st Conference of the International Woman Suffrage Alliance
First Conference of the International Woman Suffrage Alliance var en internationell konferens som ägde rum i Washington, D.C. i USA i 12-18 februari 1902. Syftet var att diskutera bildandet av en internationell rörelse för kvinnlig rösträtt. Konferensen resulterade i beslutet att grunda International Woman Suffrage Alliance.